# Monsieur Schmidt
Pour plus de détails, voir Fiche technique et Distribution.
Monsieur Schmidt (About Schmidt) est un film américain d'Alexander Payne, sorti en 2002. Il s'agit d'une adaptation cinématographique du roman du même nom de Louis Begley.

## Synopsis
Warren Schmidt, la soixantaine, voit en quelques semaines sa vie profondément transformée : il part à la retraite, commence à se demander s'il aime sa femme, qui meurt peu de temps après, se fait du souci pour sa fille unique qui va épouser un homme qu'il déteste et méprise.

## Fiche technique
- Titre : Monsieur Schmidt
- Titre original : About Schmidt
- Réalisation : Alexander Payne
- Scénario : Alexander Payne et Jim Taylor, d'après le roman About Schmidt de Louis Begley
- Photographie : James Glennon
- Musique : Rolfe Kent
- Production : Michael Besman et Harry Gittes
- Distribution : New Line Cinema (aux États-Unis) ; Metropolitan FilmExport (pour les exports)
- Pays d'origine : États-Unis
- Langue originale : anglais
- Format : Couleurs (DeLuxe) - 1,85:1 (Vistavision) - son DTS / Dolby Digital / SDDS
- Genre : comédie dramatique
- Durée : 125 minutes
- Dates de sortie :
  -  États-Unis : 13 décembre 2002
  -  France : 5 mars 2003
  -  Suisse : 2 avril 2003

## Distribution
- Jack Nicholson (VF : Jean-Pierre Moulin ; VQ : Guy Nadon) : Warren Schmidt
- Kathy Bates (VF : Denise Metmer ; VQ : Claudine Chatel) : Roberta Hertzel
- Hope Davis (VF : Déborah Perret ; VQ : Lisette Dufour) : Jeannie Schmidt
- Dermot Mulroney (VF : Nicolas Marié ; VQ : Pierre Auger) : Randall Hertzel
- June Squibb (VF : Sophie Leclair ; VQ : Béatrice Picard) : Helen Schmidt
- Howard Hesseman (VF : Michel Fortin ; VQ : Jean-Marie Moncelet) : Larry Hertzel
- Harry Groener (VF : Guy Chapellier ; VQ : Mario Desmarais) : John Rusk
- Connie Ray (VF : Tania Torrens ; VQ : Hélène Lasnier) : Vicki Rusk
- Len Cariou (VF : Marc Cassot ; VQ : Yves Massicotte) : Ray Nichols
- Matt Winston (VF : Éric Legrand ; VQ : Charles Préfontaine) : Gary Nordin
- Mark Venhuizen : Duncan Hertzel
- Cheryl Hamada : Saundra

## Distinctions principales
- 2002 : LAFCA du meilleur film
- Golden Globes 2003 : meilleur acteur dans un film dramatique pour Jack Nicholson et meilleur scénario pour Alexander Payne et Jim Taylor
- Oscars 2003 : nomination à l'Oscar du meilleur acteur pour Jack Nicholson et à l'Oscar de la meilleure actrice dans un second rôle pour Kathy Bates
- American Film Institute Awards 2003 : film de l'année